# Victoria Mandefield
Victoria Mandefield, née en 1994 dans les Vosges, est une ingénieure et entrepreneuse sociale française. Elle est la fondatrice de l'association Solinum. Elle a lancé le site et application Soliguide, une plate-forme destinée aux personnes sans domicile fixe, qui réunit des informations pratiques et légales comme des endroits où se nourrir, se doucher, ou encore comment demander le RSA. Elle est à l'origine de l'initiative Merci pour l'invit, un réseau d'hébergements de femmes SDF par des particuliers.

## Biographie

### Enfance et études
Victoria Mandefield naît dans les Vosges et grandit à Remiremont. Sa mère est directrice administrative et financière et son père est homme au foyer. Elle est la dernière d'une fratrie de cinq enfants. 
Victoria Mandefield fait une classe préparatoire avant d'intégrer une école d’ingénieurs, l'ECE Paris,. C'est à cette période qu'elle commence à participer à des maraudes où elle rencontre de nombreuses personnes vivant dans la précarité. Elle prend alors conscience de l'évolution rapide du paysage des structures d'accueil et de la difficulté à offrir une information à jour les concernant. Elle fonde en 2016 l'association « Solinum », dont la mission est de mettre le numérique au service des populations fragiles.
Elle effectue un échange à l'université de Berkeley en 2017. Elle sort diplômée de l'ECE Paris la même année. Elle entreprend un double-diplôme d'ingénieur-manager et intègre une école de commerce, l'Audencia, à Nantes. Elle entend ainsi acquérir des compétences organisationnelles et apprendre à élaborer un plan d'affaires pour les projets de son association. En 2018, elle prend le statut d'étudiante-entrepreneure dans le cadre de ses études. 

### Projets

#### Soliguide
En février 2017, Victoria Mandefield commence à développer une carte interactive de services destinés aux sans-abri de Paris. Les informations sont hébergées sur le site internet « Infomeless ». Les 2 400 lieux alors recensés recouvrent des services différents : on y retrouve entre autres choses la carte des accueils de jour, des bains-douches, des bibliothèques publiques et des Pôles Emplois.
Le projet prend ensuite le nom de « Soliguide ». Le service est étendu actuellement à dix territoires, notamment à Paris, Bordeaux ou Nantes. Des bénévoles l'alimentent quotidiennement avec des informations à jour. Plus de 5 000 lieux sont référencés en 2019. Des bornes interactives sont disponibles dans certaines villes pour accéder à la plateforme. Le 115 opéré par le SAMU social utilise aussi le guide pour renseigner les personnes qui appellent.

#### Merci pour l'invit
« Merci pour l'invit » est un réseau d'hébergement citoyen pour les femmes. Le projet voit le jour en 2018. Des particuliers peuvent s'inscrire via le site internet de Solinum ou les réseaux sociaux de l'association pour accueillir une femme SDF temporairement. Solinum associe les femmes avec les hébergeurs qui peuvent le mieux leur convenir. Beaucoup d'entre elles ont un emploi, à proximité duquel il s'agit de les héberger. Les deux parties prenantes sont finalement mises en contact par l'association.

## Prix et distinctions
En mai 2016, Victoria Mandefield est récompensée par le site web « Trophées solidaires » pour sa plateforme Infomless. En mars 2017, Infomeless, devenue Soliguide, fait partie des lauréats de « La Riposte », organisé par Animafac, pour la catégorie « Innovation sociale ». La plate-forme remporte parallèlement le 1er prix du concours « Innovate ! pour la solidarité », organisé par la Société de Saint-Vincent-de-Paul.
Victoria Mandefield reçoit en 2018 le trophée de l'engagement social et solidaire lors de la 15e édition des Trophées des Ingénieurs du Futur organisé par le magazine L'Usine nouvelle, conjointement avec le magazine Industrie et Technologies. En 2020, elle fait partie du palmarès de la quatrième édition des trente espoirs de moins de 30 ans de l'édition française du magazine Vanity Fair. 